# ユン・ウネ
ユン・ウネ（朝: 윤은혜、1984年10月3日 - ）は、韓国の女優。本貫は坡平尹氏。ソウル特別市出身。身長170cm、血液型O型。クリスチャン。慶熙大学卒業。

## 人物
1999年、韓国の人気アイドルグループ「Baby V.O.X」に参加し、第3集のアルバム『Come Come Come Baby』から2005年に脱退するまでサブボーカルとして活動した。Baby V.O.Xとしての最後のアルバムは第7集の『Ride West』である。その後、女優に転じた。歌手としての活動は、2008年にラップグループ「Mighty Mouth」の第1集『Family』に参加した（「愛している」）ほか、サムソンの冷蔵庫（Zipel）のCFで男優イ・ドンゴンと一緒に「サラダ記念日」を歌唱。2009年に主演したドラマ『お嬢さまをお願い!」（KBS）の挿入曲「Dash Girl」も歌った。
趣味は手紙を書くこと・プリクラを撮ること。特技は絵・漫画を描くこと。
Baby V.O.X時代は、頻繁に韓国内のバラエティ番組に出演。番組内で、仮想カップルとして歌手のキム・ジョングクと組んでいた。その仲の良さは番組外でも話題になり、ユン・ウネは、キム・ジョングクのミュージック・ビデオにも出演している。
婦人服ブランドのJOINUSのモデルであるが、自らデザインした服をユン・ウネラインとして発表している。

## 略歴
- 1999年、女性アイドルグループ「Baby V.O.X」のメンバーとしてデビュー。
- 2002年、映画『緊急措置19号』で女優デビュー。
- 2005年、Baby V.O.Xを脱退。
- 2006年、『宮 -Love in Palace-』（MBC）でドラマ初出演にして初主演。
- 2015年、中国の人気バラエティ番組『女神のファッション』に出演し、中国での活動を開始。
- 2017年、前述の中国のバラエティ番組にて盗作騒動を起こして活動を自粛していたが、韓国のバラエティ番組『対話が必要なペット』で2年ぶりに活動復帰。
- 2018年、5年ぶりのドラマ復帰作『ときめき注意報』（MBN）が10月より放送開始。

現在は主に女優として活動している。

## 出演

### テレビドラマ
- 宮 -Love in Palace-（2006年、MBC） - 主演：シン・チェギョン役
- ぶどう畑のあの男（2006年、KBS） - 主演：イ・ジヒョン 役
- コーヒープリンス1号店（2007年、MBC） - 主演：コ・ウンチャン 役
- お嬢さまをお願い!（2009年、KBS） - 主演：カン・ヘナ 役
- 個人の趣向（2010年、MBC） - ユン・ウンス 役 ※ゲスト出演
- 私に嘘をついてみて（2011年、SBS） - 主演：コン・アジョン 役
- 会いたい（2012年-2013年、MBC） - 主演：イ・スヨン 役
- 未来の選択（2013年 KBS） - 主演：ナ・ミレ 役
- 高兴遇见你（中国語版）（『コーヒープリンス1号店』の中国版）（2016年） ※特別出演[2]

- ときめき注意報（2018年、MBN）  - 主演：ユン・ユジョン 役

### 映画
- 緊急措置19号（2002年）
- カリスマ脱出記（2006年）
- マイ ブラック ミニドレス（2011年）
- 許三観（2015年）
- きみの声を探して アフター・ラブ（2015年） - ウノン 役[3]

### 監督

#### 短編映画
- 編み物（2012年）
- レッドアイ（2015年）

#### ミュージック・ビデオ
- Dear.me「一歩一歩」「Dear.me」（2014年）

### CM
- Tro-Fish
- NewBalance
- DHC
- ハル緑茶
- mple
- PRO-SPECS
- Pure Calvin
- Domino's pizza
- SAMSUNG
- VIKI
- PHILIPS
- Samil EYE2O
- Levi's Pearl Jeans & Black Dimond Jean
- KT MegaTV
- Maxim LATTE DiTTO
- JOINUS
- Basic House
- Samsung Zipel
- V=B PROGRAM (AMORE PACIFIC)
- Namyeung (VIVIEN)
- SKINFOOD

### ミュージック・ビデオ
- バナナガール「Bubi Bubi」（2005年）
- キム・ジョングク「愛しているという言葉」（2006年）

## ディスコグラフィ

### 音楽CD
- サラダ記念日（2008年9月4日発売）
- Dash Girl（2009年8月19日発売） - KBSドラマ『お嬢さまをお願い!』OST

#### Baby V.O.X時代
- 3集: Come Come Come Baby（1999年7月発売）
- 4集: Why（2000年5月発売）
- 5集: Boyish Story（2001年6月発売）
- 5.5集: Special Album（2002年4月発売）
- The First Concert in Seoul（VCD）（2002年10月発売）
- 6集: Devotion（2003年4月発売）
- 7集: Ride West（2004年4月発売）

## 受賞歴
- SBS歌謡祭典 新人歌手賞（1998年）
- 第10回ソウル歌謡大賞 最高歌手賞（1999年）
- モデルライン主催ベストドレッサー歌手部門（2001年）
- SBS歌謡大典 本賞（2003年）
- コリアン・ミュージック・アワード 今年の歌手賞（2003年）
- 第15回ソウル歌謡大賞 韓流賞（2004年）
- MBC演技大賞 新人賞（2006年）
- KBS演技大賞 新人賞（2006年）
- クリメ賞 最優秀女子演技者賞（2006年）
- MBC演技大賞 女性最優秀賞受賞（2007年）
- 第44回百想芸術大賞　TV部門女最優秀演技賞(2008年)